# بربانا
بربانا أو بَربَانة أو (نقحرة: باربانا) (بالإيطالية: Barbana) هي جزيرة صغيرة تقع في الطرف الشمالي لبحيرة جرادو، بالقرب من ترييستي في شمال شرق إيطاليا، موقع سانتواريو دي بربانة هو ضريح ماريان قديم تعود أصوله إلى عام 582 عندما بنى إيليا بطريرك أكويليا كنيسة بالقرب من كوخ ناسك من تريفيزو يُدعى باربانوس، وهي لجزيرة التي يمكن الوصول إليها بسهولة بالعبّارة من جرادو المجاورة ويسكنها مجتمع صغير من الرهبان الفرنسيسكان.

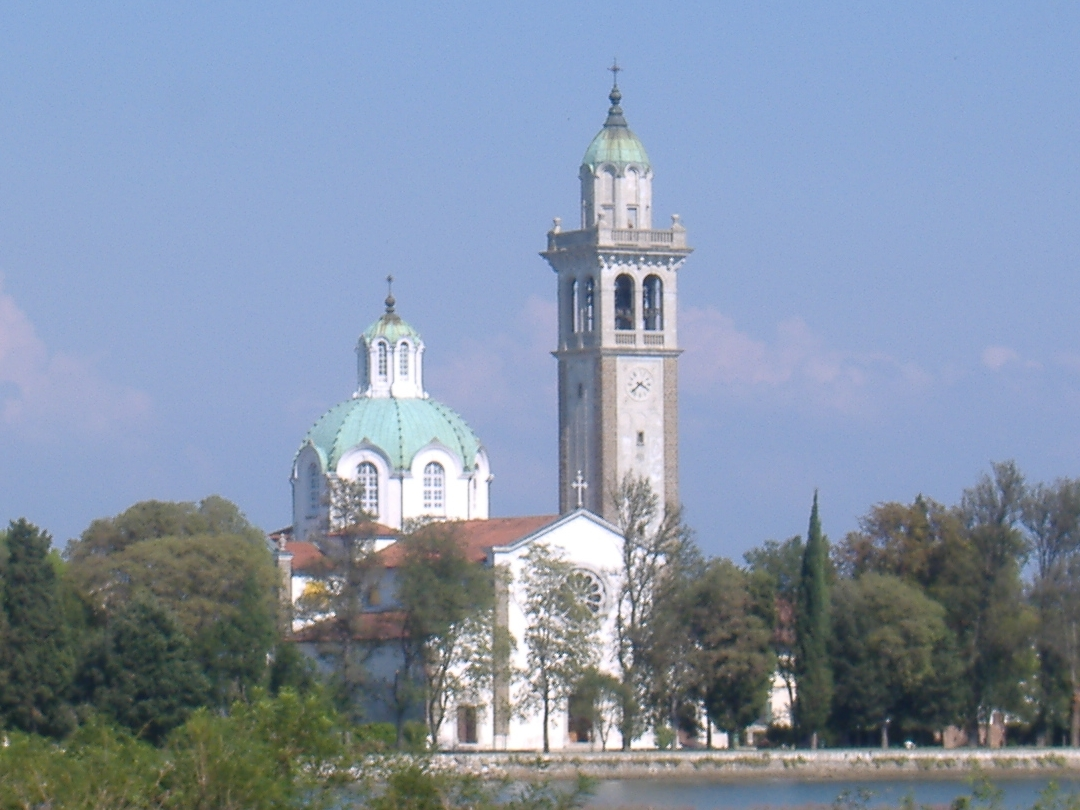
بربانة، الملجأ المريمي

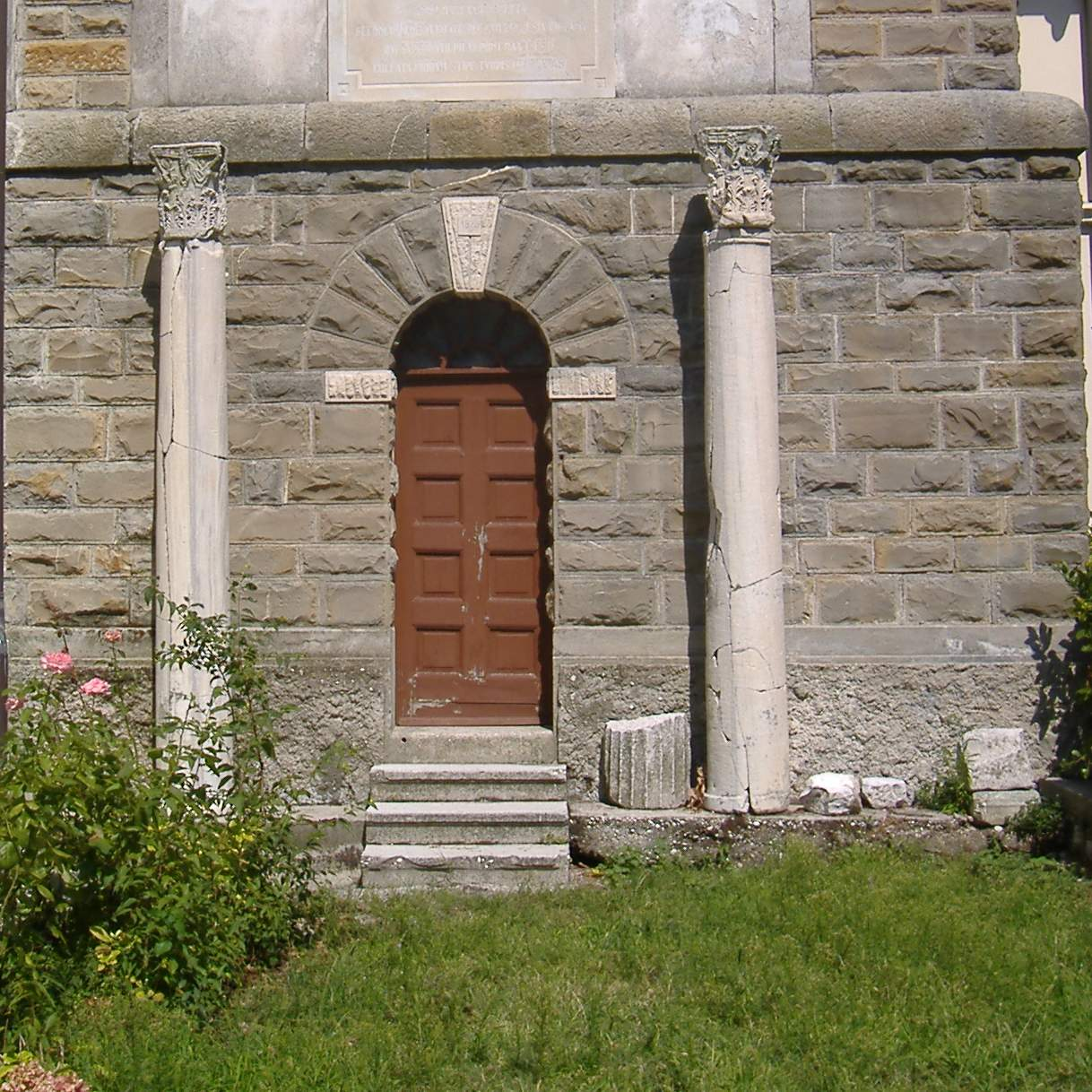
أعمدة من الكنيسة الأصلية في القرن السادس

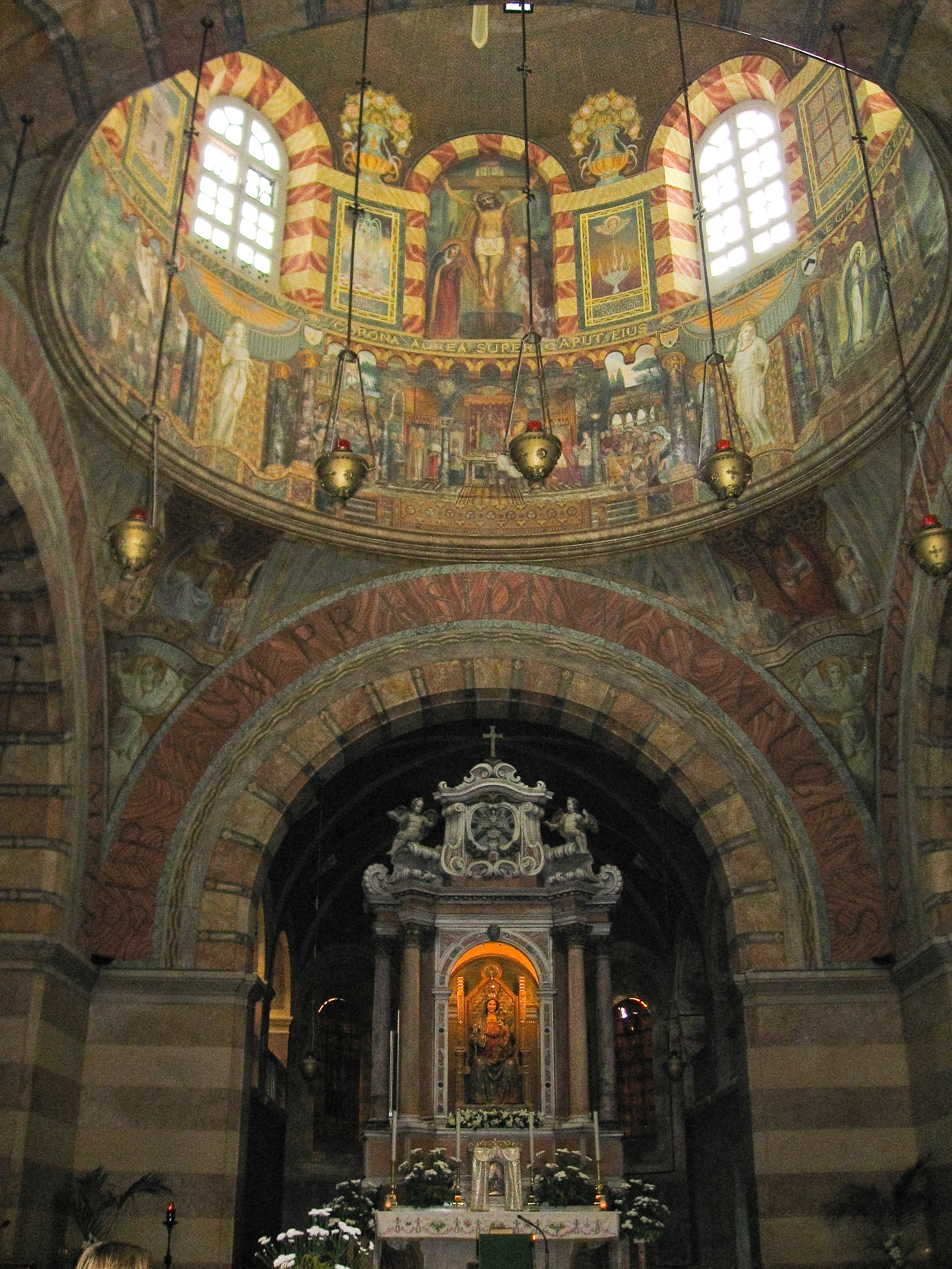
داخل كنيسة بربانة.

## تاريخ الضريح
أساس الضريح من صورة لمريم العذراء تحملها البحر ووجدت عند سفح دردار بعد عاصفة شديدة، في ذلك الوقت كان الموقع جزءًا من البر الرئيسي، حيث تشكلت بحيرة جرادو بين القرنين الخامس والسابع.
منذ تأسيسها وحتى حوالي عام 1000 أصبحت بربانة جزيرة وكان الضريح يخدمه مجتمع من الرهبان الفريدين في الجزيرة يُطلق عليهم باربيتاني، دمرت الفيضاناتُ الكنيسة الأصلية وأعيد بناؤها حيث فُقدت صورة ماري أيضًا، وفي القرن الحادي عشر استبدلها تمثال خشبي يُعرف باسم مادونا مورا. توجد مادونا السوداء الآن في دوموس ماريا (بيت مريم) وهي كنيسة صغيرة بالقرب من الكنيسة الرئيسية.
في القرن الحادي عشر، عُهد برعاية الضريح إلى الرهبان البينديكتين الذين خدموا هناك حتى القرن الخامس عشروخلفهم جماعة فرنسيسكانية قامت ببناء كنيسة جديدة في القرن الثامن عشر.

## الفن والعمارة
بنيت الكنيسة الحديثة على الطراز الرومانسكي في بداية القرن العشرين، تشمل البقايا القديمة عمودين رومانيين من الكنيسة الأولى وإغاثة من القرن العاشر تصور يسوع، حيث يعود تاريخ التمثال المتوج لماري إلى القرن الخامس عشر، بينما يمثل القرن السابع عشر العديد من المذابح واللوحات بما في ذلك واحدة من مدرسة تينتوريتو.
في الغابة بالقرب من الكنيسة، بنيت كنيسة صغيرة (كابيلا ديلاباريزيوني) في عام 1854 في المكان الذي عثر فيه على الصورة الأصلية لمريم.
جرن المعمودية للكنيسة مدعوم بشكل للشيطان منحوت بالرخام الأحمر وينسب العمل لكلاوديوغرانزوتو وهو راهب فرنسيسكاني وفنان ديني مشهور في منتصف القرن العشرين. طوبته الكنيسة الكاثوليكية ويجري النظر في أمر تقديسه.

## الحج
بربانة هي وجهة العديد من الحجاج، وأشهرها بيردون دي بربانة الذي يقام كل شهر يوليو للاحتفال بنهاية زيارة الطاعون في جرادو عام 1237.